# Carlos Correa Martínez
Carlos Alberto Correa Martínez (Medellín, Colombia, 17 de julio de 1968) es un religioso católico y misionero colombiano.
Desde febrero de 2014 es el obispo titular de Severiana y el vicario apostólico de Guapí. El 19 de marzo de 2024 el Papa Francisco lo nombró obispo de Apartadó.

## Biografía
Nacido en Medellín, el día 17 de julio de 1968. 
Hizo sus estudios primarios y secundarios en su ciudad natal.
Después al descubrir su vocación religiosa, ingresó en el Seminario Misionero del Espíritu Santo, donde realizó su formación eclesiástica, filosófica y teológica. Y el 27 de noviembre de 1993 fue ordenado sacerdote para la Diócesis de Sonsón-Rionegro, por el entonces obispo "monseñor" Flavio Calle Zapata.
En el obispado de Sonsón-Rionegro inició su ministerio pastoral, como miembro de la Asociación Sacerdotal San Pablo.
Luego estuvo un año en Ecuador, siendo el Párroco de la Iglesia de Nuestra Señora de los Ángeles en la Arquidiócesis de Portoviejo.
A su regreso a Colombia fue vicario parroquial en Nuestra Señora de la Candelaria de Sonsón–Rionegro, en 1996 fue transferido al Servicio Misionero de la Diócesis de Riohacha y entre 1997 y 2003 al de la Diócesis de Montería.
Tras ese último año hizo un paréntesis en su ministerio, para marchar hacia Italia, donde obtuvo una Licenciatura en Misionología por la Pontificia Universidad Urbaniana de Roma.
Al terminar sus estudios superiores, volvió y pasó a ser Coordinador de la Asociación Sacerdotal San Pablo y formador en la Casa de formación (2005); Delegado Episcopal para animación misionera (2006-2013); Director de la Asociación Sacerdotal San Pablo y de la casa de formación San Pablo y profesor y Director Espiritual en el Seminario Misionero del Espíritu Santo (2007-2012).
Posteriormente el 3 de diciembre de 2013, Su Santidad el Papa Francisco lo nombró como nuevo obispo titular de la Sede de Severiana y como vicario apostólico del Vicariato apostólico de Guapí, en sucesión de Hernán Alvarado Solano.
Recibió la consagración episcopal junto a Medardo de Jesús Henao del Ríoel que fue nombrado vicario de Mitú y Joselito Carreño Quiñonez de Inírida, el día 15 de febrero de 2014, en la Catedral Metropolitana de Medellín, a manos de su principal consagrante: el nuncio apostólico en el país "monseñor" Ettore Balestrero; y de sus co-consagrantes: el vicario apostólico emérito de Inírida "monseñor" Antonio Bayter Abud y el obispo de Sonsón-Rionegro "monseñor" Fidel León Cadavid Marín.

## Obispo de Apartadó
Monseñor Carlos Alberto Correa Martínez, quien desde febrero de 2014 se venía desempeñando como vicario apostólico de Guapi, en el departamento del Cauca, es nombrado por el Santo Padre como obispo para la Diócesis de Apartadó, una circunscripción eclesiástica ubicada entre los departamentos de Antioquia y Chocó. Así lo dio a conocer a primera hora de este martes 19 de marzo la Nunciatura Apostólica en Colombia.